# Armand Lévy (giornalista)
Armand Lévy (12 marzo 1827 – Parigi, 23 marzo 1891) è stato un avvocato, giornalista e attivista francese.

## Biografia
Lévy era un anticlerista, un repubblicano e un socialista che sosteneva la Rivoluzione del 1848 e il Comune di Parigi. Nacque da una famiglia cattolica romana, ma con un nonno ebreo. Ha combattuto a fianco dei suoi illustri amici, come Adam Mickiewicz, Ion Brătianu e Camillo Cavour, per l'indipendenza della Polonia e della Romania e per l'unificazione dell'Italia.